# 瓦莱尔斯
瓦莱尔斯（法語：Wallers，法語發音：[walɛʁs]）是法国上法兰西大区北部省的一个市镇，位于该省东部，属于瓦朗谢讷区。

## 地理
瓦莱尔斯（50°22'31"N, 3°23'31"E）面积20.89 平方千米，位于法国上法蘭西大區北部省，该省份为法国最北部的省份及最长的省份，西北濒北海，西接加来海峡省，南至埃纳省和索姆省，东与比利时接壤。
与瓦莱尔斯接壤的市镇（或旧市镇、城区）包括：阿农、德南、贝兰、埃科丹、阿沃吕、埃莱姆、埃兰、赖姆。

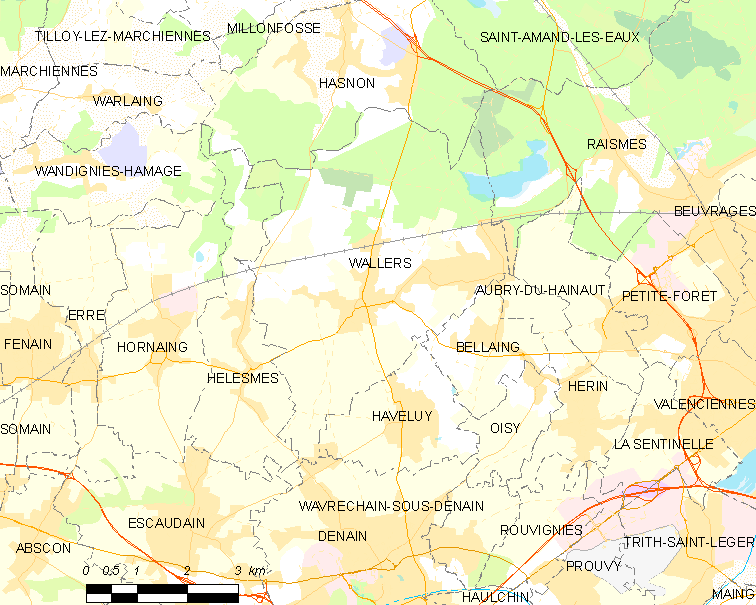
瓦莱尔斯的OSM定位图

瓦莱尔斯的时区为UTC+01:00、UTC+02:00（夏令时）。

## 行政
瓦莱尔斯的邮政编码为59135，INSEE市镇编码为59632。

## 政治
瓦莱尔斯所属的省级选区为圣阿芒莱索县。

## 人口

1962-2008年间瓦莱尔斯人口变化图示

瓦莱尔斯于2022年1月1日时的人口数量为5618人。